# Bataille de New Hope Church
Guerre de Sécession
Batailles
Campagne d'Atlanta
- Rocky Face Ridge
- Resaca
- Adairsville
- New Hope Church
- Pickett's Mill
- Dallas
- Kolb's Farm
- Kennesaw Mountain
- Marietta
- Noonday Creek
- Pace's Ferry
- Peachtree Creek
- Atlanta
- Ezra Church
- Brown's Mill
- Utoy Creek
- Dalton
- Lovejoy's Station
- Jonesborough

La bataille de New Hope Church est une bataille de la guerre de Sécession qui se déroula du 24 mai au 25 mai 1864, dans le comté de Paulding, entre William Tecumseh Sherman de l'Armée de l'Union et Joseph E. Johnston de l'Armée du Tennessee, lors de la campagne d'Atlanta. La bataille fut le résultat d'une tentative de Sherman contre Johnston.